# Paplitzer Müllergraben
Der Paplitzer Müllergraben ist ein Meliorationsgraben und rechter Zufluss des Paplitzer Grabens in Brandenburg.
Der Graben beginnt nördlich der Wohnbebauung von Schöbendorf, einem Ortsteil der Stadt Baruth/Mark. Er verläuft im Wesentlichen in nördlicher Richtung und mündet am Wohnplatz Bombachhaus in den Paplitzer Graben.